# 葉茶屋
葉茶屋（はぢゃや、はちゃや）は、葉茶を提供する店。葉茶店とも。
葉茶（はちゃ）とは、茶葉の若芽を蒸してよりをかけ干した茶のことで、抹茶と区別するためにこう呼ばれており、主に抹茶を提供していた水茶屋と区別してこう呼ばれた。